# Rhacopilopsis pechuelii
Rhacopilopsis pechuelii là một loài Rêu trong họ Hypnaceae. Loài này được (Müll. Hal.) Cardot miêu tả khoa học đầu tiên năm 1913.